# Ilusión de la pared de la cafetería

La ilusión de la pared de la cafetería: las líneas horizontales son paralelas, a pesar de aparentar que tienen ángulos diferentes unas respecto a otras

La ilusión de la pared de la cafetería es un tipo de ilusión óptico-geométrica, en la que líneas rectas paralelas  que dividien líneas entre filas formadas por baldosas blancas y negras alternas y escalonadas, aparentan estar inclinadas.

## Historia

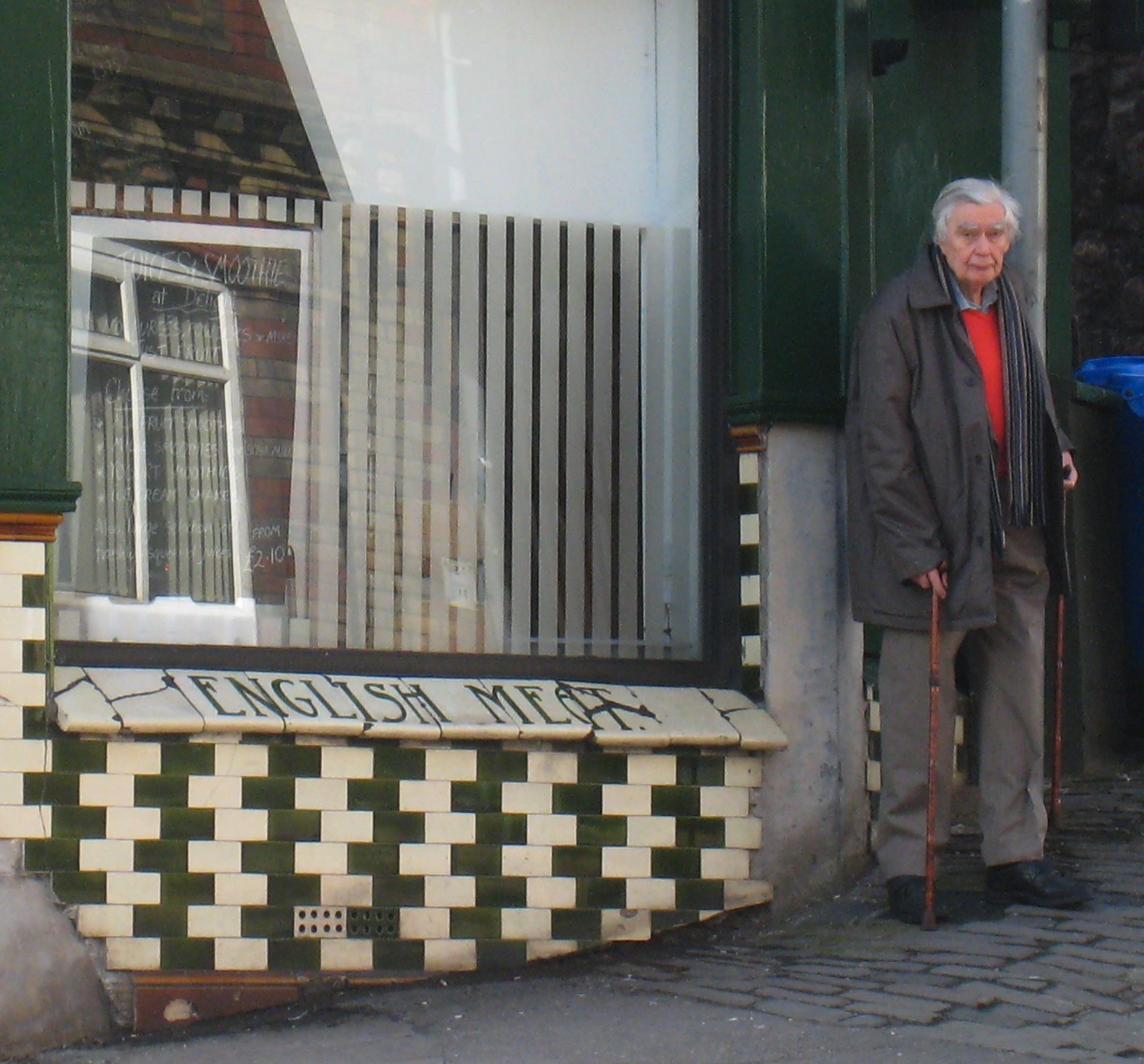
El profesor Richard Gregory visitando la Pared de la Cafetería original en la colina de Saint Michael, Bristol, en febrero de 2010.

Fue descrita por primera vez con el nombre de ilusión de la Guardería en 1898, y redescubierta en 1973 por Richard Gregory. Según Gregory, este efecto fue observado por un miembro de su laboratorio, Steve Simpson, en los azulejos de la pared de una cafetería de la colina de Saint Michael, en Brístol (Reino Unido). Es una variante de la ilusión del tablero de ajedrez cambiado ideada por Hugo Münsterberg.

## Explicación

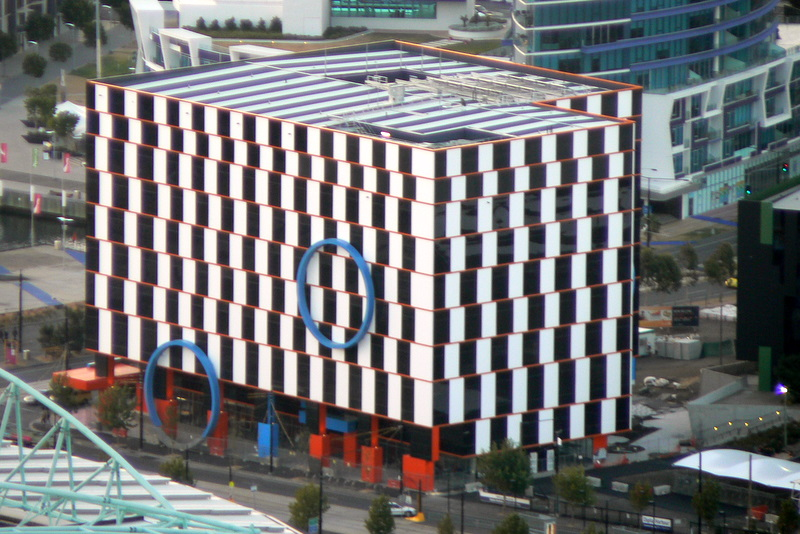
Arquitectura inspirada en la ilusión de la pared de la cafetería, en Melbourne Docklands.

En la construcción de la ilusión óptica, a menudo cada "baldosa" está rodeado por una capa de "mortero" de un tono intermedio entre los colores oscuros y claros.
En el primer intento de su deconstrucción, la ilusión fue atribuida en gran parte al fenómeno de la irradiación, y a la dispersión de la luz entre zonas oscuras y zonas brillantes en la imagen retinal. El efecto desaparece cuando el blanco y el negro son reemplazados por colores diferentes, pero del mismo brillo. Pero un componente residual de la ilusión permanece incluso cuando se eliminan los factores óptico y retinal. Las polaridades de contraste parecen ser el factor que determina el aspecto inclinado de las líneas horizontales.